# Joseph Bertrand
Joseph Louis François Bertrand, född den 11 mars 1822 i Paris, död den 3 april 1900, var en fransk matematiker. Han var bror till arkeologen Alexandre Louis Joseph Bertrand och far till geologen Marcel Bertrand.
Bertrand var professor i allmän och matematisk fysik vid Collège de France, medlem av franska vetenskapsakademien, vars ständige sekreterare han blev efter Léonce Élie de Beaumont 1874. Ledamot av Franska akademien 1884 efter Jean-Baptiste Dumas. 
Bertrands mest originella arbeten var inom geometri och mekanik. Ett mycket bekant arbete är även det, som handlar "om antalet värden, som en funktion antar vid permutering av de i densamma ingående bokstäverna". Bertrand gav ut flera handböcker, bland annat om differentialkalkyl och sannolikhetskalkyl.
Bertrand uppträdde ibland som kritiker av andras arbeten, fast inte alltid med framgång. Bekanta var hans strider med Helmholtz, dels angående dennes arbeten i teorin för virvelrörelser i vätskor, dels inom elektricitetsläran. Bertrand var en stor stilist, vilket framträder särskilt i hans historiska arbeten om astronomi och i biografier över d'Alembert och Pascal.
Bertrand var ledamot av Kungliga Vetenskapsakademien från 1858.